# Det store opgør
Det store opgør er en amerikansk stumfilm fra 1921 af David Hartford.

## Medvirkende
- Lewis Stone som Sergeant Philip Raine
- Wallace Beery som Bram Johnson
- Melbourne MacDowell som Doug Johnson
- Ruth Renick som Celie
- Wellington A. Playter som 'Black' Dawson
- DeWitt Jennings som Fitzgerald
- Francis McDonald som Pierre Thoreau
- Little Esther Scott